# Urbanismo de Algeciras

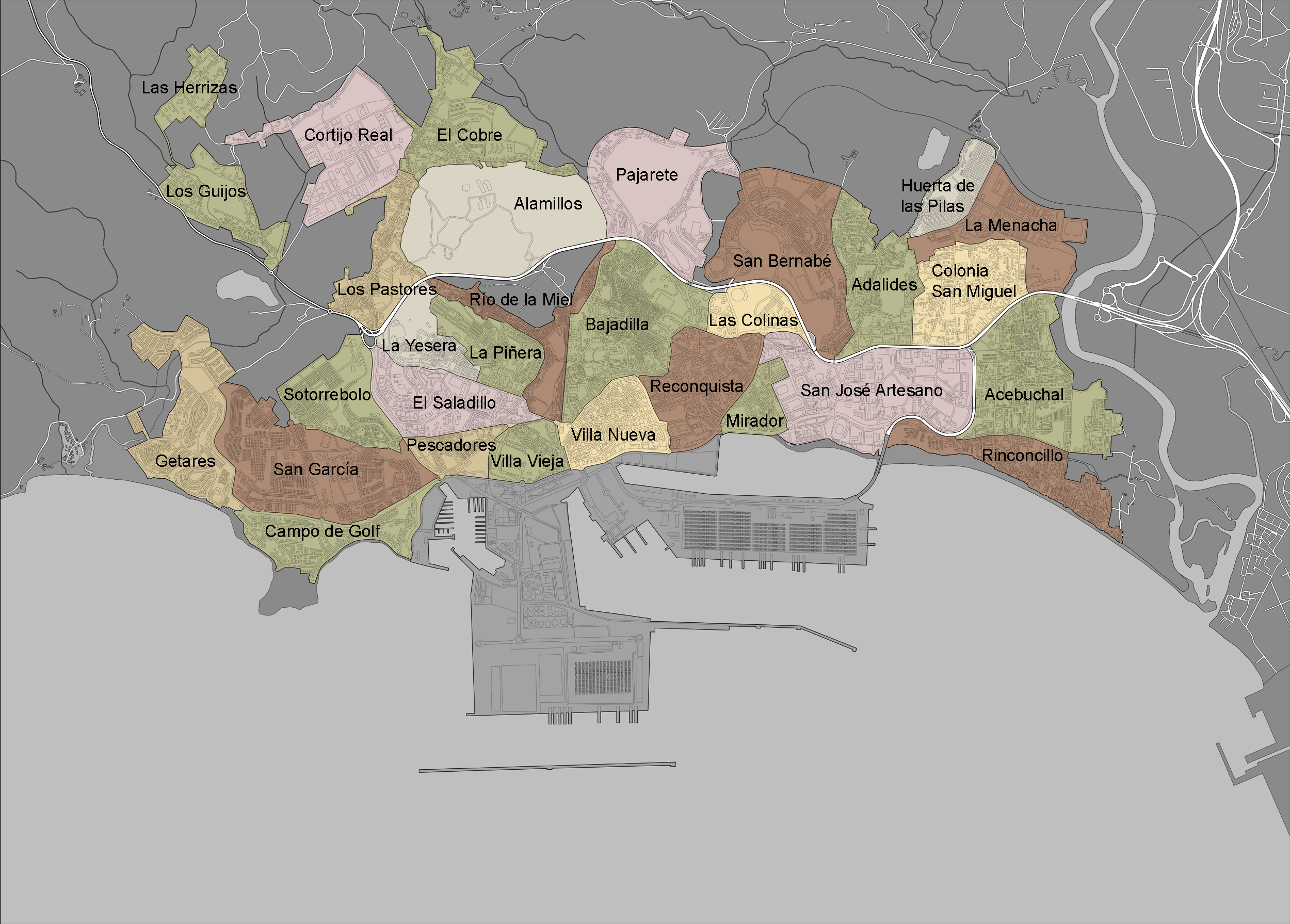
Barrios de la ciudad

El urbanismo de Algeciras es el reflejo de un largo proceso de ocupación y abandono de esta ciudad y de la evolución de las construcciones en función de las necesidades de una población nacida en 1704.

## Primeras poblaciones
El espacio ocupado actualmente Algeciras ha sido ocupado al menos desde el siglo I a. C. con el establecimiento de la ciudad de Iulia Traducta en la actual VillaVieja de la ciudad. La ciudad romana según las últimas investigaciones debió ocupar la totalidad de la colina sur del río de la miel y parte de la colina norte aunque de forma más dispersa. El recinto romano de la Villa Vieja estaba ocupado en gran parte por una factoría de salazones en la zona colindante al mar que mantendría la economía de la ciudad y por una acrópolis situada en la zona más interior de la que se ha localizado un sistema de alcantarillado y basas de columnas pertenecientes probablemente a un templo dedicado a la diosa Diana; según fuentes medievales la ciudad romana debía poseer una muralla en todo su perímetro pero el registro arqueológico no ha dado por el momento pruebas de ello. Aún con esto es desconocida aún la extensión y fisonomía de esta población.
Desde el año 711 el solar de la actual Algeciras fue poblado por los pueblos árabes y bereberes llegado a la península ibérica. La ciudad de Al-Yazirat Al-Hadra, fue poblada según las crónicas en un solar abandonado o escasamente poblado, es de suponer que la ciudad romana fue abandonada tras el paso de los pueblos vándalos y que apenas quedarían estructuras arquitectónicas en pie en el siglo octavo. 
Las fuentes medievales indican que la ciudad fundada estaba rodeada por una muralla desde el siglo IX, poseía una mezquita aljama, atarazanas y un pequeño alcázar. Las fuentes no indican la posición de esta primitiva villa respecto al Río de la Miel, es por ello que actualmente existe controversia sobre si la primera fundación se encontraba al sur del río como mantienen diversos estudiosos o al norte como parecen apuntar las últimas investigaciones. Sea como fuere en el siglo XIII se manda construir una nueva villa frente a la anterior y se manda rodear de altas murallas, de este modo en 1285 la ciudad de Algeciras cuenta con dos recintos amurallados independientes rodeados de muralla propia y separadas por el río de la Miel.
Es de suponer que la llamada Villa Nueva o al Binya estuvo menos poblada que la Villa Vieja al Medina poblada desde hacía casi cuatrocientos años. El perímetro y extensión de las dos villas de la ciudad es actualmente conocido gracias a los planos levantados en el siglo XVIII por Jorge Próspero de Verboom. Los edificios y defensas de Al-Yazirat Al-Hadra fueron totalmente arrasados en 1379 al ser destruida la ciudad.

## Siglo XVII
Aunque históricamente se ha mantenido la idea de que la ciudad de Algeciras estuvo despoblada durante el periodo que abarca desde la destrucción de la ciudad a mano de los granadinos de Muhammad V en 1379 hasta la toma de Gibraltar por los británicos en 1704, hoy en día los historiadores consideran que la ciudad no estuvo totalmente despoblada al menos durante el siglo XVII. La cesión de los términos de Algeciras a Gibraltar propició que varias familias de esa ciudad se establecieran en la zona buscando terrenos de cultivo que no existen en el peñón.
En mapas del siglo XVII Algeciras aparece designada como Vieja Gibraltar y se representan varios caserones en la antigua Villa Nueva. En esta época la villa se encuentra dividida en varios cortijos, alguno de cuyos nombres, San Bernabé o San Miguel son aún utilizados en la toponimia local, donde hoy se encuentra situado el casco histórico de la ciudad estaba el Cortijo de los Gálvez, es en este lugar de la ciudad donde los exiliados gibraltareños se establecen en 1704, junto a la ermita allí construida llamada de San Bernardo.

## Siglo XVIII
En un principio las construcciones que se realizan en la ciudad son totalmente provisionales debido a que se mantiene la esperanza de que Gibraltar será recuperada en un plazo corto de tiempo. Conforme van pasando los años y los intentos de conquista de Gibraltar van resultando inútiles comienzan en Algeciras a construirse viviendas permanentes, estas construcciones se caracterizan por reutilizar los elementos arquitectónicos que se mantenían en pie y los materiales constructivos derruidos de la medina árabe.
Las primeras descripciones de la naciente ciudad las hace el ingeniero Jorge Próspero de Verboom a partir de 1721 quien, al mando de un Cuerpo de Ingenieros comienza a levantar planos de la ciudad. La imagen que estos tempranos planos nos da de Algeciras es de una ciudad no muy diferente a la propuesta en 1704, así en el plano de 1724 no aparecen delimitadas apenas calles y las casas construidas son pocas y dispersas; aparece ya en este plano el espacio que luego ocupará la Plaza Alta y la Plaza Baja y destacan los restos de la fortificación árabe y el castillo. El mismo ingeniero levantará un plano con una propuesta de urbanización de la ciudad a base de calles rectas con manzanas en cuadrícula similar a las de otros proyectos de ampliación urbana de la época; este plan de ordenación no llegó a realizarse por completo y hoy día apenas de conserva el trazado en retícula en las calles Ancha, Alfonso XI, Sevilla y perpendiculares. 
El marqués de Verboom también elabora un proyecto de fortificación de la ciudad mediante la reconstrucción de las murallas medievales y la construcción de baluartes en los extremos de la villa aunque esta fortificación nunca llegó a realizarse.
Durante el siglo dieciocho el crecimiento de la población debió incrementarse a juzgar por los testimonios de Jorge Próspero de Verboom cuando en 1736 tras regresar a la ciudad afirma que su plan es imposible de llevar a cabo sin derruir numerosas casas que se habían construido desde su anterior visita; de este modo en el plano levantado ese año se reconocen gran cantidad de calles y plazas, la mayoría de ellas como las conocemos hoy día y el espacio de la Villa Nueva se encuentra casi totalmente edificado con excepción del Cerro de Matagorda, actual barrio de San Isidro. La población para 1736 se estima en unas 2600 personas.
El Censo de Floridablanca de 1786 da una población de 6.346 personas lo que indica la tendencia al alza que caracterizará a la ciudad durante toda su historia.

## Siglo XIX
El crecimiento sin embargo de la ciudad en extensión no fue tan notable durante en siglo XIX, de este modo en un plano levantado en 1857 puede apreciarse que aún no se había rebasado el perímetro de la ciudad medieval y que la Villa Vieja apenas había sido ocupada. En este plano se observan varias construcciones interesantes desde el punto de vista urbanístico, la zona oriental de la ciudad, a extramuros, se encuentra totalmente ocupada por huertas que aprovechan las aguas de uno de los arroyos que vierten al Río de la Miel, es posible observar también que ya se ha construido la plaza de toros que precedió a la de La Perseverancia, el Paseo Cristina y el Fuerte de Santiago en el norte de la ciudad. El censo de la ciudad en este año es de 16.198 habitantes.

En 1892 inversores británicos construyen la línea de ferrocarril Bobadilla-Algeciras y poco después el Hotel Reina Cristina; estos ciudadanos, gibraltareños en su mayoría comienzan a construirse mansiones en la 'Villa Vieja de la ciudad, frente a la playa de El Chorruelo que marcan la expansión de la ciudad en esta zona y la posterior tendencia de la clase burguesa algecireña de construir mansiones similares a las de los británicos como signo de ostentación. El censo de 1900 en Algeciras da una población de 13 000 habitantes.

## SigloXX
Durante el siglo XX el aumento de población y de extensión de la ciudad se produce de forma desmedida aunque en fotografías de 1923 la ciudad aparece aún intramuros salvo los caminos de salida hacia Málaga y Gibraltar que comienzan a ocuparse.

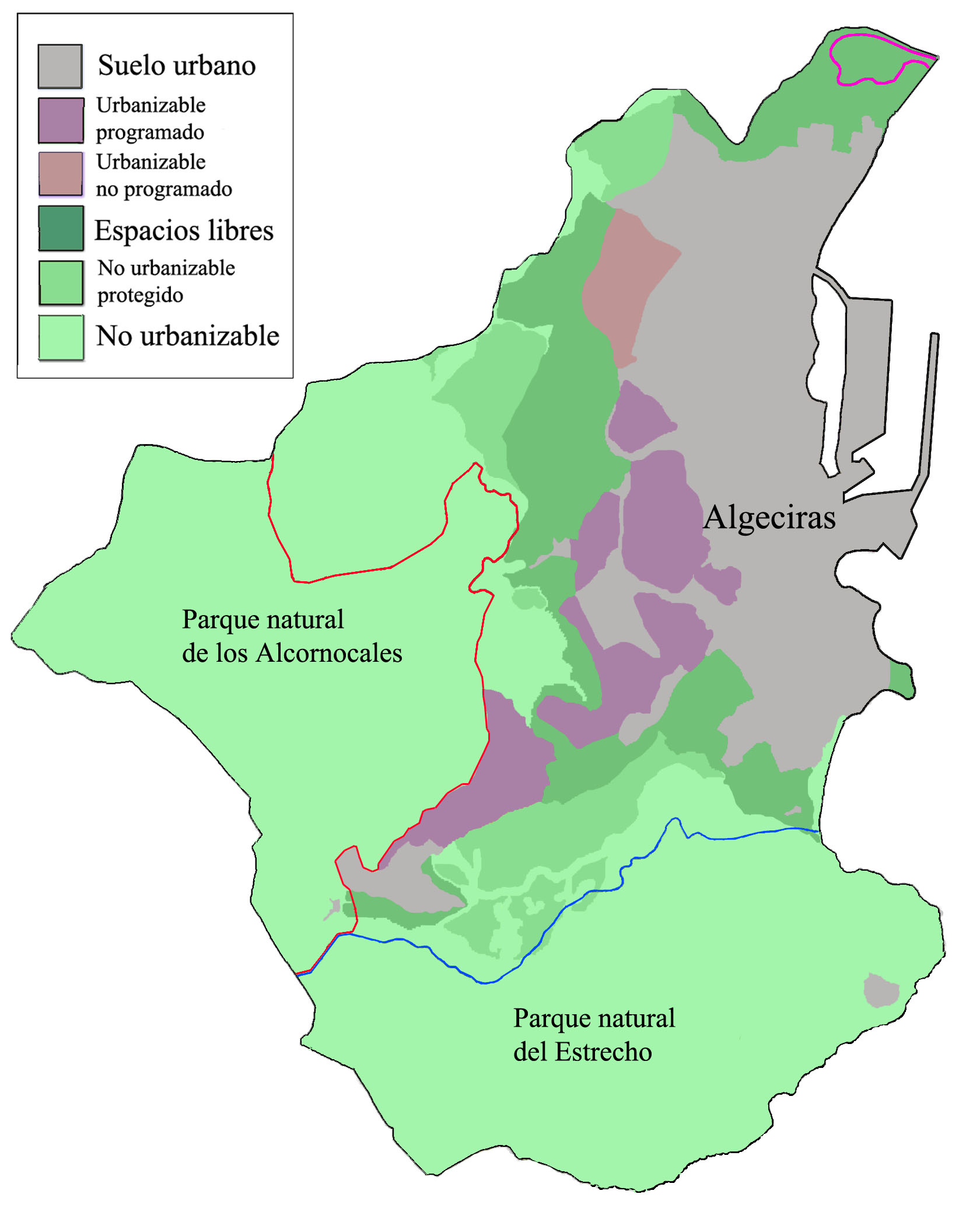
Plano de los usos del suelo contemplados en el PGOU de la ciudad.

Durante los años cincuenta se rebasa el límite norte de la ciudad medieval por parte de las nuevas construcciones, en estos años se urbaniza la Cuesta del Rayo y la barriada de La Bajadilla mientras que por el sur se esboza el barrio de El Saladillo, La Piñera y la barriada de Los Toreros.
Las barriadas del norte de la ciudad comienzan a construirse a partir de 1970, de este modo Las Colinas y El Rinconcillo y más tarde San José Artesano y La Granja ocupan ya gran extensión en los años ochenta.
En las décadas de los ochenta y noventa se produce una gran actividad urbanizadora tanto en la zona norte como en la sur, de este modo aparecen nuevas barriadas como Los Pinos, Huerta de la Pilas, San García o Getares.

## Siglo XXI
La expansión de la ciudad durante los primeros años del siglo XXI se viene centrando en la zona oeste de la circunvalación, de este modo las zonas de Sotorebolo, Los Alamillos o San Bernabé están hoy día en pleno proceso urbanizador. Según el Plan General de Ordenación Urbana de Algeciras la expansión en esta zona de la ciudad está planeada hasta la carretera de Botafuegos por encontrarse próximo el parque natural de Los Alcornocales.
- Datos: Q5573786